# Северо-восток штата Риу-Гранди-ду-Сул (мезорегион)
Северо-восток штата Риу-Гранди-ду-Сул (порт. Mesorregião do Nordeste Rio-Grandense) — административно-статистический мезорегион в Бразилии, входит в штат Риу-Гранди-ду-Сул. Население составляет 1 054 203 человека (на 2010 год). Площадь — 25 830,394 км². Плотность населения — 40,81 чел./км².

## Демография
Согласно сведениям, собранным в ходе переписи 2010 г. Национальным институтом географии и статистики (IBGE), население мезорегиона составляет:
| Полное население                            | Полное население                            | Полное население                            | Полное население                            | 1 054 203 |
| ------------------------------------------- | ------------------------------------------- | ------------------------------------------- | ------------------------------------------- | --------- |
| в том числе:                                | Городское население                         | 901 529                                     | Процент городского населения, %             | 85,52     |
|                                             | Сельское население                          | 152 674                                     | Процент сельского населения, %              | 14,48     |
|                                             | Мужское население                           | 521 004                                     | Процент мужского населения, %               | 49,42     |
|                                             | Женское население                           | 533 199                                     | Процент женского населения, %               | 50,58     |
| Плотность населения, чел/км²                | Плотность населения, чел/км²                | Плотность населения, чел/км²                | Плотность населения, чел/км²                | 40,81     |
| Население мезорегиона в % к населению штата | Население мезорегиона в % к населению штата | Население мезорегиона в % к населению штата | Население мезорегиона в % к населению штата | 9,86      |

## Статистика
- Валовой внутренний продукт на 2003 составляет 16 146 130 121,00 реалов (данные: Бразильский институт географии и статистики).
- Валовой внутренний продукт на душу населения на 2003 составляет 16 521,52 реалов (данные: Бразильский институт географии и статистики).
- Индекс развития человеческого потенциала на 2000 составляет 0,833 (данные: Программа развития ООН).

## Состав мезорегиона
В мезорегион входят следующие микрорегионы:
1. Кашиас-ду-Сул
2. Гуапоре
3. Вакария